# Hamburger Abendblatt
Das Hamburger Abendblatt ist eine Hamburger Tageszeitung, die montags bis samstags erscheint. Der redaktionelle Schwerpunkt liegt auf Meldungen aus Hamburg und dem Umland. Für den Bezirk Harburg, die Kreise Pinneberg und Stormarn sowie die Stadt Norderstedt werden Regionalbeilagen produziert und in den entsprechenden Teilauflagen mitverkauft. Die verkaufte Auflage beträgt mit der Bergedorfer Zeitung zusammen 108.517 Exemplare. Die Zeitung wurde 1948 von Axel Springer gegründet und gehörte lange zur Axel Springer AG. 2014 wurde der Titel an die Funke Mediengruppe verkauft. 

## Geschichte

Logo der von 2006 bis 2007 erschienenen Sonntagsausgabe

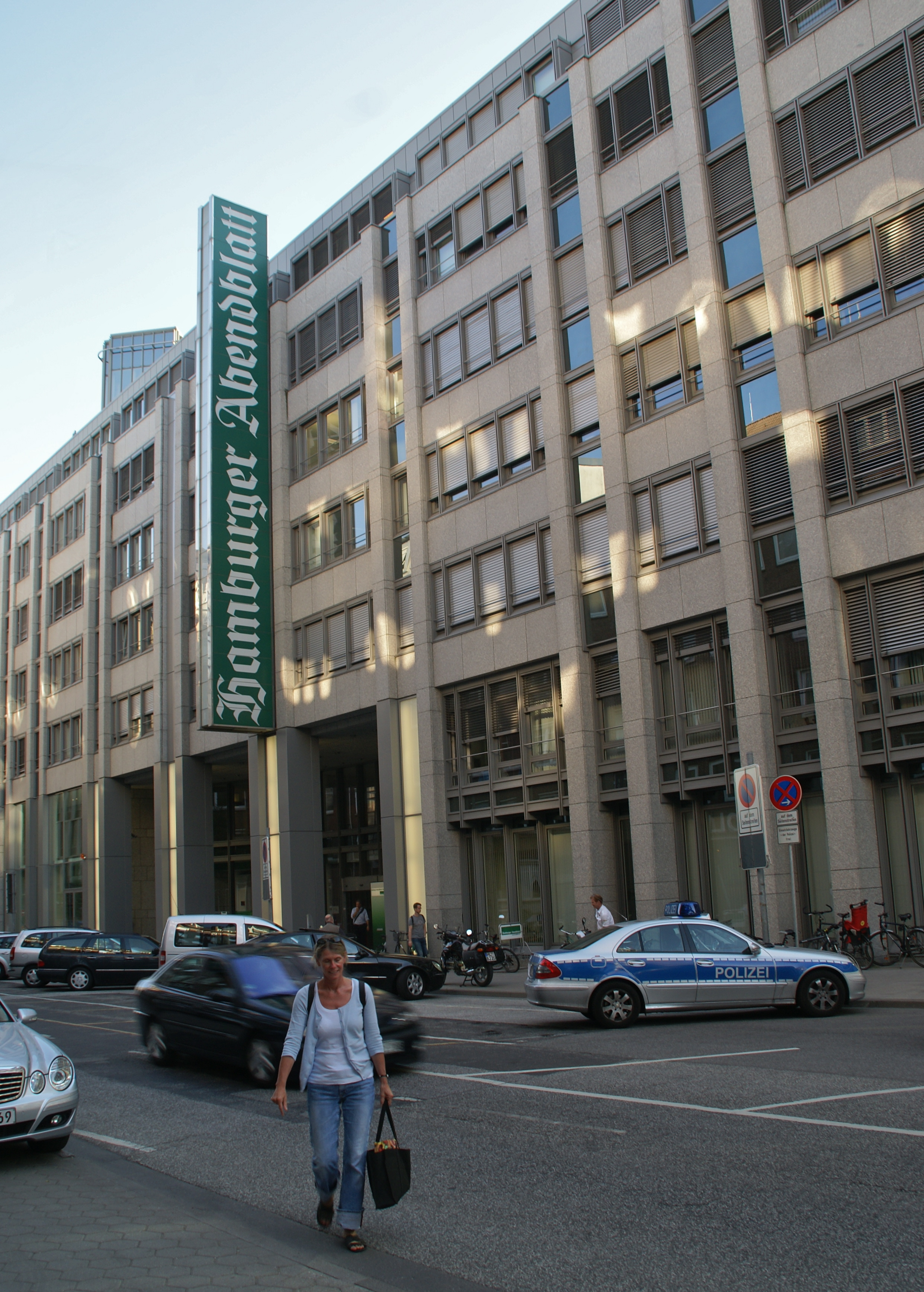
Eingang des bis 2015 genutzten Verlagsgebäudes an der Caffamacherreihe (heute Bezirksamt Hamburg-Mitte)

Vier Hamburger Zeitungen hatten zuvor das Wort Abendblatt im Titel, darunter auch ein Hamburger Abendblatt, das am 2. Mai 1820 gegründet worden war. Abgesehen von der Namensgleichheit stehen diese aber in keinem Zusammenhang mit dem heutigen Abendblatt, das nach dem Zweiten Weltkrieg von Axel Springer gegründet wurde und über sechzig Jahre lang im Springer-Verlag erschien.
Am 12. Juli 1948 erhielt Axel Springer vom Hamburger Senat die Lizenz zur Gründung einer Zeitung und am 14. Oktober 1948 erschien die erste Ausgabe mit einer Auflage von 60.000 Exemplaren. Seit der Gründung wird der Satz „Mit der Heimat im Herzen die Welt umfassen“ des Hamburger Dichters Gorch Fock als Wahlspruch verwendet. Die meisten Journalisten arbeiteten zuvor für das Hamburger Fremdenblatt, das nach dem Zweiten Weltkrieg zunächst nicht wieder erscheinen durfte. Gedruckt wurde die Zeitung von den ehemaligen Herausgebern des Fremdenblatts, der Familie Broschek. Der Name Abendblatt wurde gewählt, weil die Zeitung in der damals einzigen Zeitungsdruckerei Hamburgs erst mittags gedruckt und abends verkauft wurde. Nach einem halben Jahr betrug die Auflage bereits 170.000 Exemplare.
1954 wurde als Abwehrmaßnahme gegen die Neugründung des Fremdenblatts eine Sonntagsausgabe gestartet, die 1956 zur Bild am Sonntag umgewandelt wurde. Nachdem das Fremdenblatt 1954 wieder eingestellt worden war, führte das Abendblatt bis 1992 den Namen in Lizenz als Untertitel, um ihn für Mitbewerber zu sperren. Am 29. Oktober 2006 wurde erneut eine Sonntagsausgabe gestartet, diesmal als Abwehrmaßnahme gegen eine ab dem 5. November 2006 erscheinende Sonntagsausgabe der Hamburger Morgenpost. Nach knapp vier Monaten wurde sie nach Erscheinen der Ausgabe von 25. Februar 2007 wieder eingestellt.
Im Dezember 2009 wurde für die regionalen Inhalte der Website eine Paywall eingeführt.
Am 26. Oktober 2012 gab die Axel Springer AG bekannt, dass die Redaktion des Abendblatts noch vor dem Jahresende mit denen der Zeitungen Die Welt und Berliner Morgenpost eine Redaktionsgemeinschaft bildet. Das Abendblatt bezog anschließend seine überregionalen Inhalte von der Welt und erstellte die Lokalteile von Welt, Welt am Sonntag und Welt kompakt.
Zum 1. Mai 2014 veräußerte die Axel Springer SE das Abendblatt zusammen mit der Berliner Morgenpost und einigen Zeitschriftentiteln an die Funke Mediengruppe. Bis zum 30. April 2015 wurde das Abendblatt weiterhin von der Welt mit Inhalten beliefert, seitdem bezieht es die überregionalen Inhalte von der Funke Zentralredaktion. Im März 2015 verließ das Abendblatt die Axel-Springer-Passage an der Caffamacherreihe und zog an den Großen Burstah. Gedruckt wurde das Abendblatt bis zum 31. Juli 2024 weiterhin von der Axel Springer SE in Ahrensburg.
Seit 1. August 2024 wird das Abendblatt im Druckzentrum Braunschweig gedruckt und erscheint seitdem im kleineren rheinischen Format.
Menschlich gesehen ist die älteste Kolumne des Hamburger Abendblatts. Die Porträtskizze erscheint seit der ersten Ausgabe der Zeitung 1948 unten links auf der Titelseite. Aufgabe der Kolumne ist es, Mitmenschen zu beschreiben. Entworfen wurde die Porträtskizze von Axel Springer und dem ersten Politikchef des Hamburger Abendblatts, Wolfgang Köhler. Immer sonnabends erscheint die Kolumne Die Woche im Rathaus, in der das Tagesgeschäft im Hamburger Rathaus analysiert und kommentiert wird.

## Auflage
Seit 2014 wird die Auflage gemeinsam mit der Bergedorfer Zeitung ausgewiesen, deren letzte gesonderte Auflagenmeldung sich auf 15.595 Exemplare belief. Sie beträgt gegenwärtig 108.517 Exemplare, ein Minus von 29,6 Prozent seit 2014. Damit liegt das Hamburger Abendblatt vor der lokalen Konkurrenz von Bild Hamburg (77.685) und Hamburger Morgenpost (12.422). Der Anteil der Abonnements an der verkauften Auflage liegt bei 80,2 Prozent.
| 1998   | 1999   | 2000   | 2001   | 2002   | 2003   | 2004   | 2005   | 2006   | 2007   | 2008   | 2009   | 2010   | 2011   | 2012   | 2013   | 2014 | 2015 | 2016 | 2017 | 2018 | 2019 | 2020 | 2021 | 2022 | 2023 | 2024 |
| ------ | ------ | ------ | ------ | ------ | ------ | ------ | ------ | ------ | ------ | ------ | ------ | ------ | ------ | ------ | ------ | ---- | ---- | ---- | ---- | ---- | ---- | ---- | ---- | ---- | ---- | ---- |
| 309119 | 301856 | 292861 | 290911 | 286029 | 283383 | 279261 | 268101 | 257383 | 253125 | 242688 | 233754 | 219241 | 210987 | 203182 | 197940 |      |      |      |      |      |      |      |      |      |      |      |

| 1998 | 1999 | 2000 | 2001 | 2002 | 2003 | 2004 | 2005 | 2006 | 2007 | 2008 | 2009 | 2010 | 2011 | 2012 | 2013 | 2014   | 2015   | 2016   | 2017   | 2018   | 2019   | 2020   | 2021   | 2022   | 2023   | 2024   |
| ---- | ---- | ---- | ---- | ---- | ---- | ---- | ---- | ---- | ---- | ---- | ---- | ---- | ---- | ---- | ---- | ------ | ------ | ------ | ------ | ------ | ------ | ------ | ------ | ------ | ------ | ------ |
|      |      |      |      |      |      |      |      |      |      |      |      |      |      |      |      | 199969 | 192071 | 180786 | 173909 | 169552 | 157016 | 115755 | 138310 | 129108 | 119611 | 111568 |

## Chefredakteure
- Wilhelm Schulze, 1948–1952
- Otto Siemer, 1952–1965
- Martin Saller, 1965–1969
- Werner Titzrath, 1969–1983
- Klaus Korn, 1983–1989
- Peter Kruse, 1989–2001
- Menso Heyl, 2001–2008[25]
- Claus Strunz, 2008–2011[26]
- Lars Haider, seit 2011[27]

## Bekannte Autoren
Abendblatt-Autoren haben mehrere Journalistenpreise gewonnen, darunter den Theodor-Wolff-Preis (Jan Haarmeyer, Barbara Hardinghaus, Miriam Opresnik, Özlem Topçu), den Wächterpreis der deutschen Tagespresse (Christian Denso, Marion Girke) und den Deutschen Reporter:innenpreis (Volker ter Haseborg, Antje Windmann). Außerdem wurde das Abendblatt mehrmals mit dem Deutschen Lokaljournalistenpreis der Konrad-Adenauer-Stiftung ausgezeichnet.